# Monica Niculescu
Monica Niculescu (Slatina, 25 september 1987) is een professioneel tennisspeelster uit Roemenië. Zij begon met tennis toen zij vijf jaar oud was. Haar favoriete ondergrond is gravel. Zij is rechtshandig en speelt tweehandig aan beide zijden. Zij is actief in het proftennis sinds mei 2002.

## Speelstijl
Niculescu staat bekend om haar onorthodoxe stijl. Zo slaat zij niet alleen haar backhand maar ook haar forehand dubbelhandig. Verder hanteert zij ook vaak een forehand met slice. Een andere opvallende tactiek die de Roemeense toepast, is het spelen van een hoge lob om vervolgens naar het net te komen. Niculescu is ook bekend als een speelster die veel kreunt tijdens de rally.

## Loopbaan

### Enkelspel
Niculescu debuteerde in 2002 op het ITF-toernooi van Dubrovnik (Kroatië). Later dat jaar stond zij voor het eerst in een finale, op het ITF-toernooi van Boekarest (Roemenië) – hier veroverde zij haar eerste titel, door de Bulgaarse Tsvetana Pironkova te verslaan. Tot op heden(januari 2025) won zij negentien ITF-titels, de meest recente in 2019 in Ilkley (VK).
In 2007 speelde Niculescu voor het eerst op een WTA-hoofdtoernooi, op het toernooi van Dubai, waar zij via een wildcard was toegelaten. Zij stond in 2011 voor het eerst in een WTA-finale, op het toernooi van Luxemburg – zij verloor van de Wit-Russin Viktoryja Azarenka. In 2013 veroverde Niculescu haar eerste WTA-titel, op het toernooi van Florianópolis, door de Russin Olga Poetsjkova te verslaan. Tot op heden(januari 2025) won zij vier WTA-titels, de meest recente in 2017 in Limoges.
Haar beste resultaat op de grandslamtoernooien is het bereiken van de vierde ronde. Haar hoogste notering op de WTA-ranglijst is de 28e plaats, die zij bereikte in februari 2012.

### Dubbelspel
Niculescu behaalde in het dubbelspel betere resultaten dan in het enkelspel. Zij debuteerde in 2002 op het ITF-toernooi van Dubrovnik (Kroatië), samen met haar één jaar oudere zuster Gabriela Niculescu. Later dat jaar stond zij voor het eerst in een finale, op het ITF-toernooi van Boekarest (Roemenië), weer samen met haar zuster – zij verloren van het Bulgaarse duo Radoslava Topalova en Virginia Trifonova. Twee weken later veroverde Niculescu haar eerste titel, op het ITF-toernooi van Boekarest, weer samen met haar zus Gabriela, door het duo Iveta Gerlova en Nina Nittinger te verslaan. Tot op heden(januari 2025) won zij 23 ITF-titels, de meest recente in 2021 in Nottingham (Engeland).
In 2007 speelde Niculescu voor het eerst op een WTA-hoofdtoernooi, op het toernooi van Barcelona, samen met de Amerikaanse Neha Uberoi. Zij bereikten er de tweede ronde. Zij stond in 2008 voor het eerst in een WTA-finale, op het toernooi van New Haven, samen met landgenote Sorana Cîrstea – zij verloren van het koppel Květa Peschke en Lisa Raymond. In 2009 veroverde Niculescu haar eerste WTA-titel, op het toernooi van Boedapest, samen met de Russin Alisa Klejbanova, door de Oekraïense zussen Aljona en Kateryna Bondarenko te verslaan. Tot op heden(januari 2025) won zij zestien WTA-titels, de meest recente in 2024 in Angers, samen met landgenote Elena Gabriela Ruse.
Haar beste resultaat op de grandslamtoernooien is het bereiken van de finale, op Wimbledon 2017, aan de zijde van de Taiwanese Chan Hao-ching. Haar hoogste notering op de WTA-ranglijst is de elfde plaats, die zij bereikte in april 2018.

### Tennis in teamverband
In de periode 2004–2024 maakte Niculescu deel uit van het Roemeense Fed Cup-team – zij behaalde daar een winst/verlies-balans van 33–23. In 2015 promoveerden zij naar Wereldgroep I, waaruit zij het jaar erop weer degradeerden. In 2019 bereikten zij de halve finale, door in de eerste ronde de Tsjechische dames te verslaan.

## Posities op deWTA-ranglijst
Positie per einde seizoen:
| jaar | rang enkelspel | rang dubbelspel |
| ---- | -------------- | --------------- |
| 2002 | 875            | 699             |
| 2003 | 451            | 369             |
| 2004 | 430            | 485             |
| 2005 | 268            | 218             |
| 2006 | 222            | 159             |
| 2007 | 179            | 131             |
| 2008 | 47             | 36              |
| 2009 | 101            | 30              |
| 2010 | 83             | 30              |
| 2011 | 30             | 50              |
| 2012 | 58             | 27              |
| 2013 | 60             | 70              |
| 2014 | 47             | 38              |
| 2015 | 39             | 33              |
| 2016 | 39             | 19              |
| 2017 | 100            | 23              |
| 2018 | 78             | 48              |
| 2019 | 116            | 47              |
| 2020 | 144            | 53              |
| 2021 | 267            | 39              |
| 2022 | –              | 47              |
| 2023 | 944            | 41              |
| 2024 | –              | 33              |

## Palmares
| Legenda                | Legenda                  |
| ---------------------- | ------------------------ |
| Grandslamtoernooi      |                          |
| Olympische Spelen      |                          |
| Year-End Championships |                          |
| tot 2009               | 2009 – 2020 / vanaf 2021 |
| Tier I                 | Premier Mandatory        |
| Tier II                | Premier Five / WTA 1000  |
| Tier III               | Premier / WTA 500        |
| Tier IV & V            | International / WTA 250  |
|                        | Challenger / WTA 125     |

### WTA-finaleplaatsen enkelspel
| nr.              | finale     | toernooi          | ondergrond    | tegenstandster     | score         |         |
| ---------------- | ---------- | ----------------- | ------------- | ------------------ | ------------- | ------- |
| gewonnen finales |            |                   |               |                    |               |         |
| 1.               | 2013-03-02 | WTA Florianópolis | hardcourt     | Olga Poetsjkova    | 6-2, 4-6, 6-4 | details |
| 2.               | 2014-09-20 | WTA Guangzhou     | hardcourt     | Alizé Cornet       | 6-4, 6-0      | details |
| 3.               | 2016-10-22 | WTA Luxemburg     | hardcourt (i) | Petra Kvitová      | 6-4, 6-0      | details |
| 4.               | 2017-11-12 | WTA Limoges       | hardcourt (i) | Antonia Lottner    | 6-4, 6-2      | details |
| verloren finales |            |                   |               |                    |               |         |
| 1.               | 2011-10-23 | WTA Luxemburg     | hardcourt (i) | Viktoryja Azarenka | 2-6, 2-6      | details |
| 2.               | 2012-10-21 | WTA Luxemburg     | hardcourt (i) | Venus Williams     | 2-6, 3-6      | details |
| 3.               | 2015-06-15 | WTA Nottingham    | gras          | Ana Konjuh         | 6-1, 4-6, 2-6 | details |
| 4.               | 2016-09-25 | WTA Seoel         | hardcourt     | Lara Arruabarrena  | 0-6, 6-2, 0-6 | details |
| 5.               | 2017-01-14 | WTA Hobart        | hardcourt     | Elise Mertens      | 3-6, 1-6      | details |

### WTA-finaleplaatsen vrouwendubbelspel
| nr.              | finale     | toernooi           | ondergrond    | partner             | tegenstandsters                          | score             |         |
| ---------------- | ---------- | ------------------ | ------------- | ------------------- | ---------------------------------------- | ----------------- | ------- |
| gewonnen finales |            |                    |               |                     |                                          |                   |         |
| 01.              | 2009-07-12 | WTA Boedapest      | gravel        | Alisa Klejbanova    | Aljona Bondarenko Kateryna Bondarenko    | 6-4, 7-6          | details |
| 02.              | 2012-01-14 | WTA Hobart         | hardcourt     | Irina-Camelia Begu  | Chuang Chia-jung Marina Erakovic         | 6-7, 7-6, [10-5]  | details |
| 03.              | 2014-01-04 | WTA Shenzhen       | hardcourt     | Klára Zakopalová    | Ljoedmyla Kitsjenok Nadija Kitsjenok     | 6-3, 6-4          | details |
| 04.              | 2014-01-11 | WTA Hobart         | hardcourt     | Klára Zakopalová    | Lisa Raymond Zhang Shuai                 | 6-2, 6-7, [10-8]  | details |
| 05.              | 2016-01-09 | WTA Shenzhen       | hardcourt     | Vania King          | Xu Yifan Zheng Saisai                    | 6-1, 6-4          | details |
| 06.              | 2016-07-23 | WTA Washington     | hardcourt     | Yanina Wickmayer    | Shuko Aoyama Risa Ozaki                  | 6-4, 6-3          | details |
| 07.              | 2016-08-27 | WTA New Haven      | hardcourt     | Sania Mirza         | Kateryna Bondarenko Chuang Chia-jung     | 7-5, 6-4          | details |
| 08.              | 2017-04-16 | WTA Biel/Bienne    | hardcourt (i) | Hsieh Su-wei        | Timea Bacsinszky Martina Hingis          | 5-7, 6-3, [10-7]  | details |
| 09.              | 2019-02-03 | WTA Hua Hin        | hardcourt     | Irina-Camelia Begu  | Anna Blinkova Wang Yafan                 | 2-6, 6-1, [12-10] | details |
| 10.              | 2021-10-02 | WTA Nur-Sultan     | hardcourt (i) | Anna-Lena Friedsam  | Angelina Gaboejeva Anastasija Zacharova  | 6-2, 4-6, [10-5]  | details |
| 11.              | 2021-12-19 | WTA Limoges        | hardcourt (i) | Vera Zvonarjova     | Estelle Cascino Jessika Ponchet          | 6-4, 6-4          | details |
| 12.              | 2023-12-10 | WTA Angers         | hardcourt (i) | Cristina Bucșa      | Anna Danilina Aleksandra Panova          | 6-1, 6-3          | details |
| 13.              | 2024-05-25 | WTA Straatsburg    | gravel        | Cristina Bucșa      | Asia Muhammad Aldila Sutjiadi            | 3-6, 6-4, [10-6]  | details |
| 14.              | 2024-08-24 | WTA Monterrey      | hardcourt     | Guo Hanyu           | Giuliana Olmos Aleksandra Panova         | 3-6, 6-3, [10-4]  | details |
| 15.              | 2024-10-06 | WTA Hongkong       | hardcourt     | Elena Gabriela Ruse | Nao Hibino Makoto Ninomiya               | 6-3, 5-7, [10-5]  | details |
| 16.              | 2024-12-08 | WTA Angers         | hardcourt (i) | Elena Gabriela Ruse | Belinda Bencic Céline Naef               | 6-3, 6-4          | details |
| verloren finales |            |                    |               |                     |                                          |                   |         |
| 01.              | 2008-08-23 | WTA New Haven      | hardcourt     | Sorana Cîrstea      | Květa Peschke Lisa Raymond               | 6-4, 5-7, [7-10]  | details |
| 02.              | 2009-08-02 | WTA Stanford       | hardcourt     | Chan Yung-jan       | Serena Williams Venus Williams           | 4-6, 1-6          | details |
| 03.              | 2010-01-16 | WTA Hobart         | hardcourt     | Chan Yung-jan       | Chuang Chia-jung Květa Peschke           | 6-3, 3-6, [7-10]  | details |
| 04.              | 2010-07-18 | WTA Praag          | gravel        | Ágnes Szávay        | Timea Bacsinszky Tathiana Garbin         | 5-7, 6-7          | details |
| 05.              | 2011-07-23 | WTA Bakoe          | hardcourt     | Galina Voskobojeva  | Marija Koryttseva Tatjana Poetsjek       | 3-6, 6-2, [8-10]  | details |
| 06.              | 2012-09-22 | WTA Guangzhou      | hardcourt     | Jarmila Gajdošová   | Tamarine Tanasugarn Zhang Shuai          | 6-2, 2-6, [8-10]  | details |
| 07.              | 2012-10-21 | WTA Luxemburg      | hardcourt (i) | Irina-Camelia Begu  | Andrea Hlaváčková Lucie Hradecká         | 3-6, 4-6          | details |
| 08.              | 2013-06-22 | WTA Eastbourne     | gras          | Klára Zakopalová    | Nadja Petrova Katarina Srebotnik         | 3-6, 3-6          | details |
| 09.              | 2014-04-13 | WTA Katowice       | hardcourt (i) | Klára Koukalová     | Joelija Bejhelzymer Olha Savtsjoek       | 4-6, 7-5, [7-10]  | details |
| 10.              | 2015-01-17 | WTA Hobart         | hardcourt     | Vitalia Djatsjenko  | Kiki Bertens Johanna Larsson             | 5-7, 3-6          | details |
| 11.              | 2015-10-03 | WTA Wuhan          | hardcourt     | Irina-Camelia Begu  | Martina Hingis Sania Mirza               | 2-6, 3-6          | details |
| 12.              | 2015-10-23 | WTA Moskou         | hardcourt (i) | Irina-Camelia Begu  | Darja Kasatkina Jelena Vesnina           | 3-6, 7-6, [5-10]  | details |
| 13.              | 2016-07-31 | WTA Montréal       | hardcourt     | Simona Halep        | Jekaterina Makarova Jelena Vesnina       | 3-6, 6-7          | details |
| 14.              | 2016-10-22 | WTA Luxemburg      | hardcourt (i) | Patricia Maria Țig  | Kiki Bertens Johanna Larsson             | 6-4, 5-7, [9-11]  | details |
| 15.              | 2017-07-15 | Wimbledon          | gras          | Chan Hao-ching      | Jekaterina Makarova Jelena Vesnina       | 0-6, 0-6          | details |
| 16.              | 2017-08-19 | WTA Cincinnati     | hardcourt     | Hsieh Su-wei        | Chan Yung-jan Martina Hingis             | 6-4, 4-6, [7-10]  | details |
| 17.              | 2019-08-23 | WTA The Bronx      | hardcourt     | Margarita Gasparjan | Darija Jurak María José Martínez Sánchez | 5-7, 6-2, [7-10]  | details |
| 18.              | 2020-08-16 | WTA Praag          | gravel        | Raluca Olaru        | Lucie Hradecká Kristýna Plíšková         | 2-6, 2-6          | details |
| 19.              | 2021-03-05 | WTA Doha           | hardcourt     | Jeļena Ostapenko    | Nicole Melichar Demi Schuurs             | 2-6, 6-2, [8-10]  | details |
| 20.              | 2021-12-12 | WTA Angers         | hardcourt (i) | Vera Zvonarjova     | Tereza Mihalíková Greet Minnen           | 6-4, 1-6, [8-10]  | details |
| 21.              | 2022-05-20 | WTA Rabat          | gravel        | Aleksandra Panova   | Eri Hozumi Makoto Ninomiya               | 7-6, 3-6, [8-10]  | details |
| 22.              | 2022-06-12 | WTA Nottingham     | gras          | Caroline Dolehide   | Beatriz Haddad Maia Zhang Shuai          | 6-7, 3-6          | details |
| 23.              | 2023-07-02 | WTA Bad Homburg    | gras          | Eri Hozumi          | Ingrid Gamarra Martins Lidzija Marozava  | 0-6, 6-7          | details |
| 24.              | 2023-07-23 | WTA Iași           | gravel        | Irina Maria Bara    | Veronika Erjavec Dalila Jakupović        | 4-6, 4-6          | details |
| 25.              | 2023-08-06 | WTA Washington     | hardcourt     | Alexa Guarachi      | Laura Siegemund Vera Zvonarjova          | 4-6, 4-6          | details |
| 26.              | 2024-05-19 | WTA Parijs Clarins | gravel        | Zhu Lin             | Asia Muhammad Aldila Sutjiadi            | 6-7, 4-6, [9-11]  | details |
| 27.              | 2024-10-19 | WTA Japan (Osaka)  | hardcourt     | Cristina Bucșa      | Ena Shibahara Laura Siegemund            | 6-3, 2-6, [2-10]  | details |
| 28.              | 2025-01-11 | WTA Hobart         | hardcourt     | Fanny Stollár       | Jiang Xinyu Wu Fang-hsien                | 1-6, 6-7          | details |

### Gewonnen ITF-toernooien enkelspel
| nr. | finale     | toernooi      | dotatie   | tegenstandster in finale | score         |
| --- | ---------- | ------------- | --------- | ------------------------ | ------------- |
| 01. | 2002-08-18 | Boekarest     | $ 10.000  | Tsvetana Pironkova       | 6-1, 7-6      |
| 02. | 2003-04-13 | Cavtat        | $ 10.000  | Darija Jurak             | 6-4, 6-1      |
| 03. | 2003-08-31 | Timișoara     | $ 10.000  | Veronica Rizhik-Urteaga  | 6-2, 6-3      |
| 04. | 2004-02-15 | Albufeira     | $ 10.000  | Irina Kotkina            | 6-1, 3-6, 6-0 |
| 05. | 2004-02-22 | Portimão      | $ 10.000  | Nadja Pavić              | 6-4, 7-6      |
| 06. | 2004-05-23 | Boekarest     | $ 10.000  | Simona-Iulia Matei       | 6-2, 6-2      |
| 07. | 2004-08-22 | Iași          | $ 10.000  | Ioana Raluca Olaru       | 7-6, 6-0      |
| 08. | 2005-03-20 | Caïro         | $ 10.000  | Galina Fokina            | 6-4, 6-2      |
| 09. | 2005-04-13 | Ain Alsoukhna | $ 10.000  | Magdaléna Rybáriková     | 6-3, 6-4      |
| 10. | 2005-05-15 | Antalya       | $ 25.000  | Katsjarina Dzehalevitsj  | 6-2, 6-2      |
| 11. | 2005-08-21 | Coimbra       | $ 25.000  | Aravane Rezaï            | 6-3, 6-1      |
| 12. | 2006-07-23 | Darmstadt     | $ 25.000  | Magda Mihalache          | 6-0, 6-1      |
| 13. | 2007-10-28 | Istanbul      | $ 25.000  | Oksana Ljoebtsova        | 6-2, 6-0      |
| 14. | 2007-11-11 | Port Pirie    | $ 25.000  | Hwang I-hsuan            | 6-1, 6-2      |
| 15. | 2007-11-25 | Mount Gambier | $ 25.000  | Lee Ye-ra                | 6-3, 6-1      |
| 16. | 2012-11-04 | Nantes        | $ 50.000  | Joelija Poetintseva      | 6-2, 6-3      |
| 17. | 2015-06-04 | Marseille     | $ 100.000 | Pauline Parmentier       | 6-2, 7-5      |
| 18. | 2015-11-01 | Poitiers      | $ 100.000 | Pauline Parmentier       | 7-5, 6-2      |
| 19. | 2019-06-23 | Ilkley        | $ 100.000 | Tímea Babos              | 6-2, 4-6, 6-3 |

### Gewonnen ITF-toernooien dubbelspel
| nr. | finale     | toernooi       | dotatie   | partner                 | tegenstandsters in finale                | score            |
| --- | ---------- | -------------- | --------- | ----------------------- | ---------------------------------------- | ---------------- |
| 01. | 2005-02-27 | Boekarest      | $ 10.000  | Gabriela Niculescu      | Iveta Gerlová Nina Nittinger             | 6-2, 6-2         |
| 02. | 2003-04-06 | Makarska       | $ 10.000  | Gabriela Niculescu      | Darija Jurak Maria Kunova                | 6-2, 6-2         |
| 03. | 2004-05-23 | Boekarest      | $ 10.000  | Gabriela Niculescu      | Lenore Lazarou Andra-Iulia Savu          | 6-4, 6-2         |
| 04. | 2004-07-18 | Boekarest      | $ 10.000  | Gabriela Niculescu      | Liana-Gabriela Balaci Iris Ichim         | 7-5, 6-1         |
| 05. | 2004-08-15 | Târgu Mureș    | $ 10.000  | Gabriela Niculescu      | Simona-Iulia Matei Barbara Pocza         | 7-5, 6-1         |
| 06. | 2004-08-22 | Iași           | $ 10.000  | Gabriela Niculescu      | Nadine Schlotteler Eva Válková           | 7-5, 6-1         |
| 07. | 2005-03-20 | Caïro          | $ 10.000  | Gabriela Niculescu      | Hanna Andreyeva Valeria Bondarenko       | 6-2, 6-3         |
| 08. | 2005-03-27 | Ain Alsoukhna  | $ 10.000  | Gabriela Niculescu      | Laura-Ramona Husaru Sarah Raab           | 6-1, 6-1         |
| 09. | 2005-05-08 | Antalya        | $ 10.000  | Gabriela Niculescu      | Iryna Boerjatsjok Olga Panova            | 6-3, 6-4         |
| 10. | 2005-05-15 | Antalya        | $ 25.000  | Gabriela Niculescu      | Renata Kučerková Kathrin Wörle           | 6-7, 6-0, 6-0    |
| 11. | 2006-05-02 | Boekarest      | $ 10.000  | Gabriela Niculescu      | Sorana Cîrstea Diana Enache              | 6-3, 6-0         |
| 12. | 2006-06-23 | Boekarest      | $ 10.000  | Gabriela Niculescu      | Raluca Ciulei Neda Kozić                 | 6-2, 6-1         |
| 13. | 2006-07-09 | Stuttgart      | $ 25.000  | Renata Voráčová         | Eva Fislová Stanislava Hrozenská         | 6-2, 6-7, 7-5    |
| 14. | 2006-07-23 | Darmstadt      | $ 25.000  | Yevgenia Savransky      | Daniela Klemenschits Sandra Klemenschits | 1-6, 6-0, 6-1    |
| 15. | 2006-09-09 | Mestre         | $ 50.000  | Renata Voráčová         | Margalita Tsjachnasjvili Tatjana Malek   | 6-4, 3-6, 6-4    |
| 16. | 2007-04-06 | Putignano      | $ 25.000  | Andreja Klepač          | Jessica Kirkland Carmen Klaschka         | 6-2, 7-5         |
| 17. | 2007-07-15 | Darmstadt      | $ 25.000  | Katsjarina Dzehalevitsj | Hilary Barte Tatjana Priachin            | 6-4, 7-5         |
| 18. | 2007-11-23 | Mount Gambier  | $ 25.000  | Antonia Matic           | Sophie Ferguson Trudi Musgrave           | 5-7, 6-3, [10-8] |
| 19. | 2007-12-15 | Dubai          | $ 75.000  | Marina Erakovic         | Joeliana Fedak Anna Lapoesjtsjenkova     | 7-6, 6-4         |
| 20. | 2008-05-14 | Cagnes-sur-Mer | $ 100.000 | Renata Voráčová         | Julie Coin Marie-Ève Pelletier           | 6-7, 6-1, [10-5] |
| 21. | 2010-07-25 | Pétange        | $ 100.000 | Sharon Fichman          | Sophie Lefèvre Laura Thorpe              | 6-4, 6-2         |
| 22. | 2015-11-01 | Poitiers       | $ 100.000 | Andreea Mitu            | Stéphanie Foretz Amandine Hesse          | 6-7, 7-6, [10-8] |
| 23. | 2021-06-20 | Nottingham     | $ 100.000 | Elena Gabriela Ruse     | Priscilla Hon Storm Sanders              | 7-5, 7-5         |

## Resultaten grandslamtoernooien
| Legenda | Legenda                          |
| ------- | -------------------------------- |
| g.t.    | geen toernooi gehouden           |
| l.c.    | lagere categorie                 |
| –       | niet deelgenomen                 |
| G       | uitgeschakeld in de groepsfase   |
| 1R      | uitgeschakeld in de eerste ronde |
| 2R      | uitgeschakeld in de tweede ronde |
| 3R      | uitgeschakeld in de derde ronde  |
| 4R      | uitgeschakeld in de vierde ronde |
| KF      | uitgeschakeld in de kwartfinale  |
| HF      | uitgeschakeld in de halve finale |
| F       | de finale verloren               |
| W       | het toernooi gewonnen            |
| w-v     | winst/verlies-balans             |

### Enkelspel
| toernooi        | 2008 | 2009 | 2010 | 2011 | 2012 | 2013 | 2014 | 2015 | 2016 | 2017 | 2018 | 2019 | 2020 | 2021 |
| --------------- | ---- | ---- | ---- | ---- | ---- | ---- | ---- | ---- | ---- | ---- | ---- | ---- | ---- | ---- |
| Australian Open | 1R   | 2R   | 1R   | 3R   | 3R   | 1R   | 3R   | 1R   | 2R   | 1R   | 1R   | 1R   | 1R   | –    |
| Roland Garros   | 1R   | 1R   | –    | 1R   | 1R   | 1R   | 2R   | 1R   | 1R   | 1R   | –    | –    | 1R   | –    |
| Wimbledon       | 2R   | 1R   | 2R   | 2R   | 1R   | 1R   | 1R   | 4R   | 2R   | 1R   | 1R   | 2R   | g.t. | 1R   |
| US Open         | 1R   | 1R   | 1R   | 4R   | 1R   | 1R   | 2R   | 2R   | 3R   | 3R   | 1R   | 1R   | –    | –    |

### Vrouwendubbelspel
| toernooi        | 2008 | 2009 | 2010 | 2011 | 2012 | 2013 | 2014 | 2015 | 2016 | 2017 | 2018 | 2019 | 2020 | 2021 | 2022 | 2023 | 2024 |
| --------------- | ---- | ---- | ---- | ---- | ---- | ---- | ---- | ---- | ---- | ---- | ---- | ---- | ---- | ---- | ---- | ---- | ---- |
| Australian Open | –    | 2R   | 3R   | 2R   | KF   | 3R   | 2R   | 2R   | 1R   | 1R   | HF   | 3R   | 3R   | 1R   | –    | 3R   | 1R   |
| Roland Garros   | 2R   | 3R   | KF   | 3R   | 2R   | 3R   | 2R   | 1R   | –    | –    | –    | –    | 2R   | 3R   | 2R   | 1R   | 3R   |
| Wimbledon       | 2R   | 3R   | 2R   | 2R   | 2R   | 1R   | 2R   | 2R   | 1R   | F    | 3R   | 3R   | g.t. | 2R   | 1R   | 1R   | –    |
| US Open         | 2R   | 3R   | 3R   | 1R   | 1R   | 1R   | 2R   | 2R   | 3R   | 3R   | 2R   | 1R   | –    | KF   | 1R   | 1R   | 1R   |

### Gemengd dubbelspel
| toernooi        | 2009 | 2010 | 2011 | 2012 |
| --------------- | ---- | ---- | ---- | ---- |
| Australian Open | –    | 1R   | 1R   | –    |
| Roland Garros   | –    | 1R   | –    | –    |
| Wimbledon       | 2R   | 2R   | –    | 1R   |
| US Open         | 1R   | –    | –    | –    |